# Yotsuba&!
Yotsuba&! (jap. よつばと!, Yotsuba to!, dt. „Yotsuba und/mit … !“) ist eine Manga-Serie des japanischen Zeichners Kiyohiko Azuma (unter anderem auch Azumanga Daioh). Im Gegensatz zu Azumanga Daioh ist Yotsuba&! keine Sammlung von Yonkoma-Comicstrips, sondern weist eine durchgehende Erzählweise auf. Der Manga erzählt episodenhaft vom Alltag (Slice of Life) eines kleinen Mädchens namens Yotsuba.

## Handlung
Die kleine Yotsuba (よつば) zieht gemeinsam mit ihrem Vater, Yōsuke Koiwai (小岩井 葉介), in die Stadt. Sie ist ein sehr aufgewecktes, neugieriges, seltsames und fröhliches Kind im Alter von 5 Jahren und selbst ihr alleinerziehender Vater, der die Kleine adoptiert hat, nennt sie verrückt. Sie weiß auch über die einfachsten Dinge, die Kinder in dem Alter eigentlich bereits kennen sollten, nicht Bescheid, beispielsweise über Türklingeln und Rolltreppen. Selbst eine Schaukel auf dem Spielplatz kennt sie nicht. Ihre neuen Nachbarn ist die Familie Ayase mit den drei Schwestern: die Studentin Asagi Ayase (綾瀬 あさぎ), die 16-jährige Fuuka Ayase (綾瀬 風香) und die Viertklässlerin Ena Ayase (綾瀬 恵那). Mit ihrem Vater, den Ayase-Schwestern sowie Herrn Koiwais Kumpel dem 2,10 m großen Takashi „Jumbo“ Takeda (ジャンボ, 竹田 隆) und Enas Freundin Miura Hayasaka (早坂 みうら) erlebt sie alltägliche Abenteuer.

## Veröffentlichungen
Yotsuba&! erscheint in Japan seit Januar 2003 in Einzelkapiteln im Manga-Magazin Comic Dengeki Daiō. Der Media-Works-Verlag veröffentlichte diese Einzelkapitel auch in bisher 16 Sammelbänden (Stand: März 2025). Bis Ende April 2018 wurden von der Reihe mehr als 16,7 Millionen Exemplare verkauft, davon 13,7 Millionen in Japan und 3 Millionen international.
Auf Deutsch erscheint der Manga seit Februar 2007 bei Tokyopop in bisher 15 Bänden.
Der Manga wurde in den USA (bei ADV Manga) verlegt, aber nach fünf Bänden eingestellt. Nachdem Yen Press im Jahr 2009 die Lizenz erworben hatte, legte sie die ersten 5 Bände neu auf und veröffentlichte sie gleichzeitig mit dem 6. Band.

## Try! Try! Try!
Im Jahr 1998 veröffentlichte Azuma einen One-Shot-Manga und zwei Webcomics mit dem Namen Try! Try! Try!, in denen Yotsuba, ihr Vater (der jedoch nicht beim Namen genannt wird) und die drei Ayase-Schwestern zum ersten Mal erscheinen, wobei Fuuka neben einer anderen Namensschreibweise (風夏), jedoch bei gleicher Aussprache, auch ein abweichendes Aussehen und einen anderen Charakter besitzt.

## Auszeichnungen
Der Manga gewann auf dem Japan Media Arts Festival 2006 den Preis für Exzellenz und war 2008 für den Osamu-Tezuka-Kulturpreis nominiert, musste sich aber Masayuki Ishikawas Moyashimon geschlagen geben. Die US-amerikanische Fachzeitschrift Publishers Weekly zeichnete die englische Übersetzung als eines der zwanzig besten Comics des Jahres 2005 aus.